# ستيف فورد (لاعب اتحاد الرغبي)
ستيف فورد (بالإنجليزية: Steve Ford)‏ هو لاعب اتحاد الرغبي بريطاني، ولد في 15 أغسطس 1965 في كارديف في المملكة المتحدة.